# Salindres
Salindres település Franciaországban, Gard megyében. Lakosainak száma 3648 fő (2022. január 1.). Salindres Mons, Rousson, Saint-Privat-des-Vieux és Servas községekkel határos.

## Népesség
A település népessége az elmúlt években az alábbi módon változott:
| Lakosok száma | 3845 | 3459 | 3213 | 3056 | 3209 | 3317 | 3494 | 3571 | 3651 | 3648 |
|               | 1968 | 1982 | 1990 | 2006 | 2013 | 2015 | 2017 | 2019 | 2020 | 2022 |